# Tobias Zilliacus
Lars Emil Tobias Zilliacus (né le 30 septembre 1971  à Helsinki) est un acteur finlandais d’expression suédoise.

## Biographie
Tobias Zilliacus est surtout connu pour son rôle dans le film L'Hypnotiseur (2012) de Lasse Hallström.

## Filmographie
- 2003 : Nousukausi : Tuomas
- 2004 : Beyond the Front Line (en) : Harry Järv (en)
- 2004 : Kukkia ja sidontaa : Elis Makkonen
- 2006 : Onni von Sopanen : le père de Josku
- 2009 : One Foot Under (en) : Visa
- 2011 : Iris : Elias
- 2012 : L'Hypnotiseur : Joona Linna